# Die inoffizielle Geschichte des Gelehrtenwalds

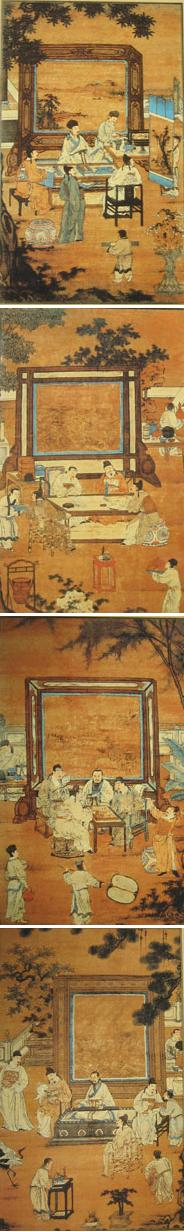
Chinesische Gelehrte, Gemälde von Du Jin (Ming-Dynastie)

Die inoffizielle Geschichte des Gelehrtenwalds (chinesisch 儒林外史, Pinyin Rúlín wàishǐ) ist ein Roman von Wu Jingzi aus dem Jahre 1749, der sich satirisch mit dem Leben und Wirken der Gelehrten- und Beamten-Oberschicht des kaiserlichen China und auch dem kaiserlichen Examenssystem auseinandersetzt.

## Inhalt
Die Handlung spielt in den Städten des Yangzi-Deltas, insbesondere Nanjing, Yangzhou, Suzhou und Hangzhou in der frühen Ming-Dynastie. Sie besteht aus einer losen Abfolge in sich abgeschlossener, lose ineinandergreifender, jeweils um eine Zentralfigur gruppierter Erzählungen, die verschiedene Aspekte des konfuzianischen Gelehrtenlebens beleuchten. Insgesamt treten in dem vielfältigen epischen Universum des Gelehrtenwaldes 35 Haupt- und mehr als 200 Nebenfiguren auf.
Im Prolog wird der einfache Hütejunge Wang Mian vorgestellt, der sich in eifrigem Selbststudium ein ungewöhnliches hohes Maß an Bildung verschafft. Den schließlich vom Kaiser angebotenen Beamtenposten schlägt er jedoch aus und zieht sich als Einsiedler in die Berge zurück.
Zhou Jin kann sich trotz hoher Begabung die Beteiligung an den kaiserlichen Examina nicht leisten und fristet daher ein kärgliches Leben als Dorfschullehrer. Infolge großzügiger Zuwendungen befreundeter Kaufleute tritt er schließlich doch an, steigt zu höchsten akademischen Ehren auf und wird seinerseits Prüfungskommissar. In dieser Funktion revanchiert er sich für die empfangenen Wohltaten durch Verständnis und Nachsicht für die Prüflinge.
Der ebenfalls aus kleinen Verhältnissen stammende Fan Jin wird während seiner Studien allgemein verlacht und verachtet und von seinem Schwiegervater, dem rohen Dorfmetzger Hu sogar misshandelt. Auch sein Schicksal wandelt sich schlagartig, als er den Magister- und Doktorgrad erlangt und in höchste Ämter aufsteigt.
Missbraucht werden die mit dem Akademikerstatus verbundenen Privilegien durch Yan Zhizhong. Er betrügt einfache Leute, indem er etwa dem Bauern Wang, der ein Yan entlaufenes Schwein versorgt hat, den Ersatz seiner Aufwendungen verweigert, oder indem er von Huan Mengdong unter Berufung auf einen irrtümlich ausgestellten Schuldschein Zinszahlungen für ein nie gewährtes Darlehen verlangt. Wenig sympathischer ist Yans jüngerer Bruder Yan Zhihu gezeichnet, dessen Geiz so weit geht, dass er noch auf seinem Totenbett darauf achtet, dass in der Lampe nicht zwei Öldochte brennen, wo einer ausreicht.
Die unterschiedliche Art und Weise, in der man ein öffentliches Amt ausüben kann, wird anhand zweier Präfekten von Nanchang, dargestellt. Unter dem Regime des von Passivität und laissez-faire geprägten Magistrats Qu vernahm man im Yamen nach Aussage eines Provinzrichters nur drei Geräusche: Das Murmeln von Gedichten, das Klappern von Schachfiguren und das Summen von Liedern. Ganz anders fielen die Geräusche unter Zhu tatkräftigen Nachfolger Wang Hui aus: Das Klirren der Geldwaage, das Klappern des Rechenbretts und das Klatschen des Rohrstocks. Später schließt sich Wang indes der Rebellion des sog. „Prinzen Ning“ an, muss fliehen und tritt schließlich unter falschem Namen in ein Kloster ein.
Qus Enkel Qu Laixun beweist bereits als Kind große literarische Begabung und wird daher von dem berühmten Hanlin-Professor Lu als Gatte für seine nicht minder begabte Tochter erwählt. Nach der Hochzeit verweigert er sich jedoch, sehr zum Verdruss der ambitionierten Familie Lu, einer akademischen Laufbahn und treibt seinen Schwiegervater damit in einen tödlichen Schlaganfall. Hierdurch geläutert wendet sich Qu Laixun doch noch der Wissenschaft zu.
Im Zuge dessen befreundet er sich mit Ma Chunshang, der – obwohl nie über den Lizentiatenstaus hinausgekommen – als Experte auf dem Gebiet des achtgliedrigen Aufsatzes gilt. Im „Turm des Bildungsmeeres“ zu Jiaxing arbeitet er an der Herausgabe einer Sammlung von Prüfungsaufsätzen.
Ständig auf der Suche nach „interessanten“ und „originellen“ Persönlichkeiten sind die Gebrüder Lou („3. und 4. Herr Lou“). Dabei fallen sie freilich auf allerlei Scharlatane und Windbeutel herein, wie etwa den im Xiang-Gebirge hausenden, verschrobenen „Gelehrten“ und Mädchenräuber Quan Wuyung oder den Schwertkämpfer Tianbei, der einer Festgesellschaft einen blutigen Schweinekopf vorsetzt und diesen obendrein als Menschenkopf ausgibt. Ihr idealistischer Einsatz für den zu Unrecht ins Gefängnis geworfenen Herrn Yang stößt nur begrenzt auf Dankbarkeit.
Ambivalent gezeichnet ist der junge Gelehrte Kuang Hui: Anfangs zeigt er ein Beispiel konfuzianischer Kindespietät, indem er seine Prüfungen unterbricht und nach Hause zurückkehrt, um sich ganz der Pflege seines siech daniederliegenden Vaters zu widmen. Er beschwichtigt nicht nur seinen energisch die Räumung des ihm gehörenden Hauses fordernden Onkel, sondern rettet am Ende sogar den Vater aus dem brennenden Haus. Nachdem ihm der hiervon gerührte Kreisamtmann die erfolgreiche Teilnahme an der Lizentiatenprüfung ermöglicht hat, gerät Kuang in den Kreis rund um den Kaufmann Jing und den Arzt Zhao, bei deren Dichterwettbewerben Kuang mit seinen Fähigkeiten aber nur mäßig zu glänzen vermag. Durch eine heimliche Doppelhochzeit treibt er seine Erstfrau, die Tochter des Amtsbüttels Zheng, in den Tod. Auch wird Kuang in die unlauteren Machenschaften des mit allen Wassern gewaschenen dritten Herrn Pan verwickelt, indem er sich von ihm als Strohmann für das Lizentiatenexamen des dummen Beamtensohns Jin Yua vermitteln lässt. Nachdem Pan deshalb und wegen zahlreicher anderer Verbrechen wie Frauenraub, Siegelfälschung, Steuerhinterziehung, Kreditwuchers und anderem ins Gefängnis geworfen wird, sagt er sich ungeachtet erwiesener Wohltaten von ihm los.
Niu Pulang schließlich, der Enkel eines armen Kerzen- und Weihrauchhändlers, eignet sich die Identität des verstorbenen berühmten Gelehrten Niu Puyi an. Gegenüber der Nachbarsfamilie Pu, die ihn nach dem Tod des Großvaters unterstützt und mit der er durch die Heirat mit deren Tochter verbunden ist, erweist er sich ebenso undankbar wie gegenüber seinem unvermutet gefundenen Großonkel Niu Yupu. Auch Niu Pulang nimmt sich heimlich eine Zweitfrau. Ein Erpresser schickt ihm schließlich die Witwe des richtigen Niu Puyi auf den Hals, die Niu Pulang – wenn auch letztlich erfolglos – vor Gericht zerrt.
Im Mittelteil des Romans spielt die Schauspielerfamilie Pao eine zentrale Rolle. Der alte Pao Wenjing adoptiert aus Barmherzigkeit den Sohn des Instrumentenbauers Ni, der aufgrund seiner Mittellosigkeit gezwungen war, seine Kinder eines nach dem anderen an fremde Leute zu verkaufen. Durch die Gunst des Präfekten Xiang gelingt es ihm später, seinen Adoptivsohn Pao Tingxi mit der Hofmeistertochter Wang zu verheiraten, die aber im Kindbett stirbt. Beide Paus gehen zeitweise dem Präfekten als Aufseher bei der Examensprüfungen zur Hand, lassen trotz der vielfältigen unlauteren Tricks der Kandidaten aber Milde walten. Nach dem Tod des Adoptivvaters heiratet er eine Frau Hu, die sich als wahre Xanthippe erweist und Tingxi wegen seines Schauspielerstandes verachtet, gleichwohl aber große Teile seines spärlichen Verdienstes für angeblich lebenswichtige Arzneien verbraucht. Schließlich trifft er unvermutet seinen ältesten, als Kind verkauften Bruder aus der Familie Ni wieder, der es zu einer einträglichen Stellung in der Provinzverwaltung gebracht hat; aber auch er stirbt. Gleichwohl findet Pao Tingxi eine Reihe Freunde und hat ein leidliches Auskommen.

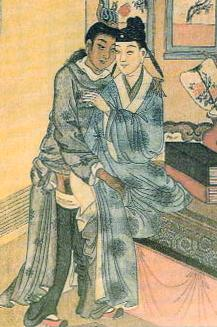
Homosexuelle Schauspieler

Gegensätzlich gezeichnet sind die Brüder Du, gleichwohl es sich bei beiden um herausragende Gelehrte handelt. Du Shenqing begeistert sich sowohl für die Schauspielkunst als auch für schöne Männer; Freunde spielen ihm einen Streich, in dem sie die Vorzüge des Tempelgelehrten Lai Xiashi preisen – der sich als ungeschlachtes Ungetüm erweist. Später veranstaltet Du am Ufer des Mochou-Sees in Nanjing einen Schauspielerwettbewerb, von dem lange gesprochen wird. Den chronisch klammen Schauspieler Pao Tingxi verweist er an seinen bis zur Verschwendung freigiebigen Bruder Du Shaoqing und gibt ihm Ratschläge, wie er seine Spendenfreudigkeit stimulieren könne.
Bei Du Shaoqing angekommen konkurriert Pao Tingqi um Dus Mittel freilich mit einer Reihe anderer Leute, die etwa den Preis für von Du verkaufte Reisfelder drücken, Geld für die Ausbesserung ihres Hauses oder die Pflege ihrer Ahnengräber haben wollen oder von Du finanzielle Unterstützung für die Beamtenprüfungen ihrer Söhne erwarten. Trotzdem gelingt es Pao Tingxi, hundert Silberunzen für den Aufbau einer eigenen Schauspieltruppe zu ergattern. Die Ermahnung zu mehr Sparsamkeit seitens seines sterbenden Onkels Lou schlägt Du Shaoqing in den Wind. Einem Ruf an den kaiserlichen Hof in Peking leistet Du angesichts der Schönheit Nanjings keine Folge.
Ebenfalls dem Hofdienst verweigert sich der Gelehrte Zhuang Shaoguang. Auf dem Weg in die Hauptstadt bewahren ihn die Schießkünste des berühmten Schleuderschützen Xiao Haoxian vor einem Raubüberfall durch Wegelagerer. Im Kaiserpalast  weiß er seine Ablehnung so höflich und geschickt zu verpacken, dass ihm der Kaiser nicht nur verzeiht, sondern ihm obendrein den Yuan-See bei Nanjing als persönliches Eigentum schenkt. Auf der Rückreise bestattet er zwei wildfremde Wirtsleute, die während seiner Übernachtung bei ihnen gestorben waren. Zuletzt erreicht er sogar eine Amnestierung seines Gastes Lu Sinhou, der wegen Besitzes verbotener Schriften durch kaiserliche Schergen gefangen genommen worden ist. Gemeinsam mit Du Shaoqing und einem gewissen Qi Hengshan plant Zhuang den berühmten Taibo-Tempel, dessen Einweihung durch den Ausnahmegelehrten Dr. Yu einen Höhepunkt des Romans darstellt.

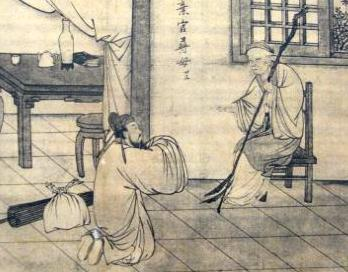
Kindespietät

Guo Tiashan ist ein pietätvoller Sohn, der unter großen Gefahren seinen verschollenen Vater sucht. Nachdem er mit einem wilden Tiger, einem Einhorn und Wegelagerern zu kämpften hatte, findet er seinen Vater schließlich als Mönch im buddhistischen Kloster „Klause zum Bambusberg“. Der Vater verleugnet den Sohn, der schließlich weiterreist. Ein halbes Jahr später möchte der Abt, gerührt von soviel Sohnesliebe, Guo Tiashan im Zuge einer Reise zum Emei Shan besuchen, gerät dabei aber in den Hinterhalt des einst an der Klosterpforte abgewiesenen Räubers Wu Da, der nichts Geringeres vorhat, als des Abtes Gehirn zu verspeisen.
Befreit wird der Abt von dem Schleuderschützen Xiao Yunxian. Später tut sich dieser als Heerführer gegen wilde Barbarenstämme sowie als Städtebauer hervor, erntet aber gleichwohl den Undank des Kaiserhofs, da er das Budget überzogen hat.
Shen Qiongzhi ist eine der wenigen weiblichen Hauptfiguren des Romans. Die Lehrerstochter begehrt entgegen aller Sitte gegen die Verheiratung mit dem reichen Salzhändler Song auf, als sie bemerkt, dass sie dieser lediglich zu einer Nebenfrau machen will. Nachdem der von ihrem Vater angestrengte Prozess infolge Bestechung zuungunsten der Shens ausgeht, flieht sie in die Ferne. Dort hält sich mit dem Verkauf selbst verfasster Gedichte über Wasser, gerät angesichts der Ungewöhnlichkeit dieses Unterfangens aber in den Verruf, heimlich Prostitution zu betreiben. Unterstützung erfährt sie von Du Shaoqing.
Der Militärgouverneur Tang verdient sich erhebliche Meriten, indem er mit der Schlacht am Teich der wilden Ziegen den Aufstand des Miao-Häuptlings Bia Zhuangyan  niederschlägt.

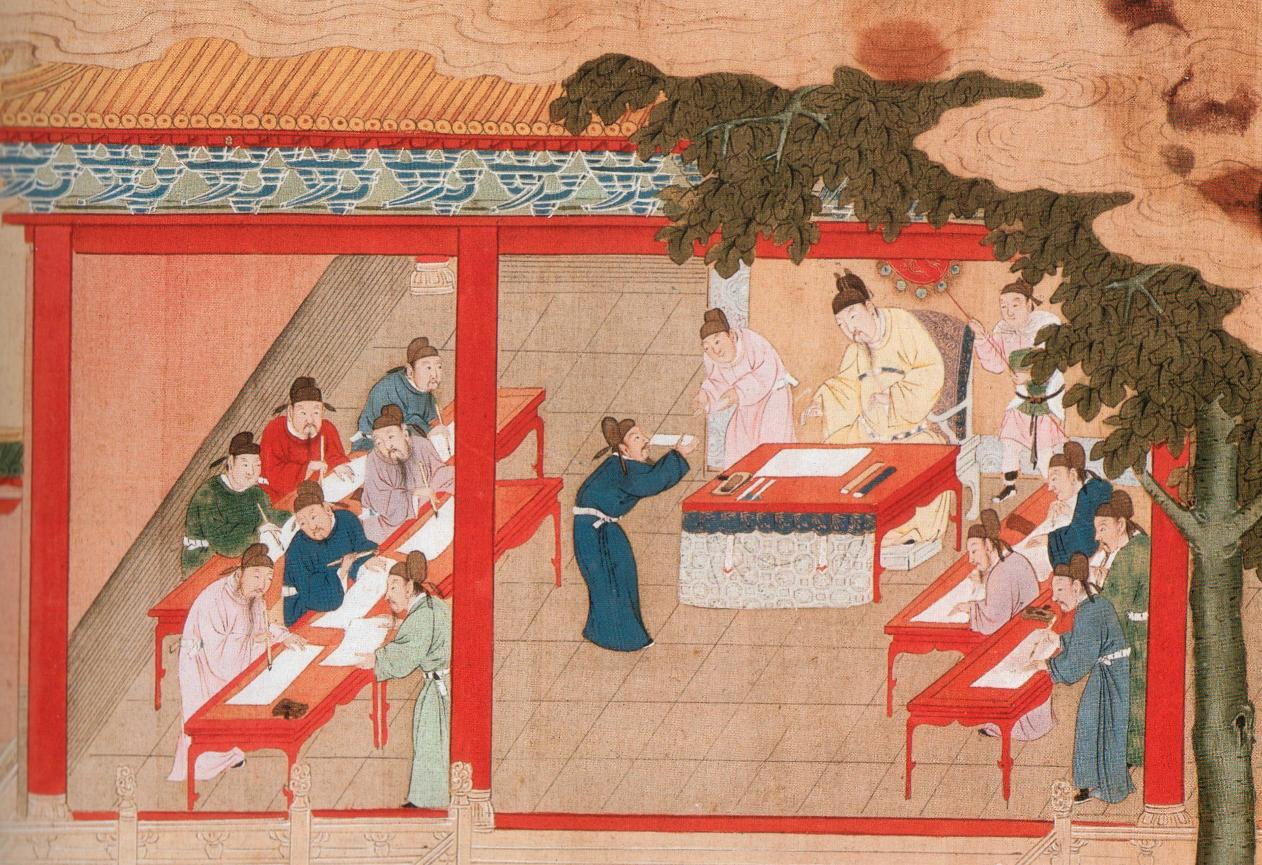
Beamtenprüfung

Seine Söhne indes kündigen bereits den Niedergang der Familie an: In den Examina versagen sie regelmäßig, verbringen ihre Zeit mit Schauspielaufführungen und insbesondere Bordellbesuchen, wo sie den Freudenmädchen detailliert die Feinheiten des kaiserlichen Prüfungssystems beschreiben. Der Gelehrte Yu Yuda schlägt ein Angebot, als Hauslehrer für die Tang-Söhne zu arbeiten, aus, da ihm diese nicht mit dem notwendigen Respekt begegnen.
Die Brüder Yu Yuda und Yu Yuzhong sind aufrechte Gelehrte. Von ihren zahlreichen Brüdern und Vettern heben sie sich dadurch positiv ab, als sie den in ihrer Heimat tonangebenden, durch Wucherkredite reichgewordenen Familien Peng und Fang nicht schmeicheln. Ihre Kindespietät zeigen sie durch die bei Bestattung ihrer Eltern aufgewandte Sorgfalt, insbesondere hinsichtlich der geomantischen  Eignung der Begräbnisstätte.
Gelehrsamkeit mit enormer Körperkraft wie auch integrer Gesinnung verbindet der athletische Feng Mingqi. Nachdem Verwaltungsrat Jin in Schwierigkeiten geraten war, weil er arglos den sich ebenfalls als Verwaltungsrat ausgebenden Hochstapler Wan beherbergt hatte, rettet ihm Feng den Kopf, indem er kurzerhand Wan zu einem echten Verwaltungsratstitel verhilft. Auch nimmt er an seiner statt die Folter auf sich – und vergnügt sich daran, wie die Werkzeuge an seinem muskulösen Körper zerschellen. Einem beim Beischlaf bestohlenen jungen Kaufmann verschafft er sein Geld wieder, indem er die Diebin unter Verheißung sexueller Freuden auf seinem Boot entführt. Den Laden des betrügerischen Pfandleihers Mao verarbeitet er zu Kleinholz.
Gegen Ende des Romans taucht als zweite weibliche Hauptfigur das Freudenmädchen Pingniang aus dem Laibin-Turm auf. Sie ist literarisch begabt, eine ausgezeichnete Schachspielerin und träumt davon, eines Tages einen Beamten zu heiraten. Enttäuscht von ihrem schäbig-geizigen Freier Chen Muan, der sogar einen Ginsenghändler und seine Vermieterin um ihr Geld prellt, wendet sie sich aber letztlich von der Welt ab und tritt als Novizin in das Kloster der Äbtissin Benhui ein.
Um das dreiundzwanzigste Jahr der Regierung des Ming-Kaisers Wanli  indes, so schließt der Roman, seien alle berühmten Gelehrten aus Nanjing verschwunden gewesen. An die Stelle wahrer Bildung sei allein das Streben nach Geld und Erfolg getreten. Wer arm war, wurde ungeachtet seiner Talente verachtet. Und dennoch habe es in der Stadt noch vier hervorragende Männer gegeben: Den Kalligraphen Ji Xianan, den Fidibusverkäufer Wang Tai, der verarmte Dichter und Maler Gai Guan sowie der Schneidermeister Jing Yuan. Der Roman endet mit einem wehmütigen Gedicht eines resignierten Gelehrten, der, Buddha gleich, „aller Lust der Welt entsagt“.

## Interpretation

### Intention
Zentrales Thema des Romans ist die satirische Auseinandersetzung mit dem Gelehrtentum und dem Prüfungswesen des 18. Jahrhunderts. Dass die Handlung in die Ming-Zeit verlegt wurde, liegt an der strengen Zensur der Behörden und vor allem dem Verbot jeglicher Kritik an den herrschenden Verhältnissen.
Insbesondere geißelt Wu Jingzi das Streben nach Ämtern, Ruhm und Geld statt nach wahrer Bildung im Sinne der Weisen des Altertums sowie die fehlende Übereinstimmung von Worten und Taten der Akademiker. Der Roman wimmelt vor Möchtegerngelehrten, Hochstaplern, Geizhälsen, Betrügern, Heuchlern und Intriganten aller Art, die sich oberflächlich mit den Werten der konfuzianischen Kultur schmücken, deren ethische Grundsätze aber mit Füßen treten. Immer wieder zutage tritt im Verlauf des Romans auch die Grausamkeit, mit der die von Gelehrten beherrschte Justiz dem einfachen Mann begegnet. Dazu kommen Gestalten, die aus subjektiv guter Absicht heraus unsinnige und inhumane Konzepte vertreten, wie etwa Wang Yuhuis Schwiegertochter, die aus falsch verstandener Pietät ihrem verstorbenen Gatten durch Hungerselbstmord in der Tod nachfolgt, und Wang Yuhui selbst, der dies billigt.
Überwiegend positiv sind nur wenige Figuren gezeichnet. Dazu gehört einmal der vom Hütejungen zum Gelehrten aufgestiegene, letztlich aber der Welt entsagende Wang Mian. Im Hauptteil vertreten positive Ideale insbesondere Du Shaojing, Zhuang Shaoguang und Dr. Yu, die sogar ihnen vom Kaiser ausdrücklich angetragene Ehren bescheiden zurückweisen. Du Shaoqing tritt überdies in für die Zeit ungewöhnlichem Maße für die Emanzipation der Frauen ein, insbesondere für die verfemte Lehrerstochter Shen Qiongzhi. Nicht umsonst sind die drei Herren die Hauptakteure im Zusammenhang mit der Einweihung des Taibo-Tempel, einer Schlüsselszene des Romans. Ebenfalls positiv beschrieben werden schließlich die vier Gelehrten im Schlusskapitel, die selbst in der den Materialismus auf die Spitze treibenden Wanli-Zeit die tradierten Tugenden hochhalten.
Kritik übt der Roman auch am System der kaiserlichen Examina. Der stark formalisierte Prüfungsstoff wird etwa in den endlosen Unterredungen über das richtige Verfassen von Texten, der Tätigkeit der Aufsatzsammler und -herausgeber oder auch den „Dichterwettbewerben“ karikiert, bei der alle Teilnehmer ihre Beiträge an einem bestimmten Reimwort auszurichten haben. Bezeichnenderweise lässt Wu Jingzi die beiden Herren Tang die Details des Examenssystems ausgerechnet in einem Bordell schildern. Mit den verschiedenen Täuschungs- und Unterschleifmethoden der Kandidaten machen bereits die dem Präfekten Xiang bei der Prüfungsaufsicht zur Hand gehenden Schauspieler Pao Wenjing und Pao Tingxi Bekanntschaft; Kuang Hui muss sich gar selbst als Strohmann für einen ebenso ehrgeizigen wie leistungsschwachen Prüfling zur Verfügung stellen. Schließlich lässt der Autor auch mehrfach seine Figuren beklagen, dass das Examenssystem der einzige Weg zu öffentlichen Ämtern darstellt – weshalb etwa Ma Shunshang trotz seiner wissenschaftlichen Leistungen ein bescheidenes Privatgelehrtendasein fristen muss.

### Zum Titel
Angesichts der in den meisten westlichen Sprachen recht sperrig und auch ein wenig unverständlich ausfallenden Übersetzung des chinesischen Titels Rúlín wàishǐ sind neben der wortgetreuen Fassung „Die Inoffizielle Geschichte des Gelehrtenwaldes“ auch verschiedene vereinfachte Fassungen gebräuchlich. Im Deutschen sind dies u. a.
- Der Gelehrtenwald
- Die Gelehrten
- Die inoffizielle Geschichte der Gelehrten
- Geschichten aus dem Gelehrtenwald
- Das Privatleben der Gelehrten
- Der Weg zu den weißen Wolken

u. a.

### Literarische Einordnung
Angesichts des episodischen Erzählstils und des Fehlens eines einheitlichen Handlungsstrangs bestreiten manche Sinologen, dass der Gelehrtenwald als Roman eingestuft werden kann. Mit Blick auf den die Einzelepisoden verbindenden gemeinsamen Grundgedankens wird er von der herrschenden Literaturwissenschaft gleichwohl zu diesem Genre gerechnet. Häufig wurde die Erzähltechnik des Werks mit einer chinesischen Bildrolle verglichen, von der auch jeweils immer nur ein einzelner Ausschnitt sichtbar ist.
Der Gelehrtenwald gilt als erstes bedeutendes satirisches Werk der chinesischen Literatur und hat zahlreiche spätere Werke dieses Genres beeinflusst.

### Autobiographisches

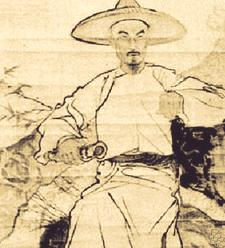
Wu Jingzi

Hinter der Figur des Du Shaojing verbirgt sich nach allgemeiner Ansicht der Autor Wu Jingzi selbst. Beide haben sich dem offiziellen Prüfungssystem weitgehend verweigert und sich stattdessen den wahren konfuzianischen Werten zugewandt. Ähnlich wie Du Shaoqing erhielt auch sein Autor einen Ruf an den kaiserlichen Hof zu Peking, den er ausschlug.
Ferner legen beide eine an Verschwendungssucht grenzende Freigiebigkeit an den Tag, die sie in erhebliche finanzielle Bedrängnis bringt. Auch zu Dus finanziellem Beitrag zum Taibo-Tempel gibt es eine Parallele, hat doch Wu seinerzeit eine beträchtliche Summe für die Errichtung des Tempels der Weisen des Altertums auf der Blumenregenterrasse zu Nanjing gespendet.
Schließlich verbindet den Autor mit seinem Geschöpf auch die für die damalige Zeit ungewöhnliche Einstellung zu Frauen, die als gleichberechtigter Partner betrachtet werden. So lässt Wu Jingzi etwa Du Shaoqing zur allgemeinen Empörung mit seiner Frau Hand in Hand spaziergehen – auch diese Szene findet ihr Vorbild in seinem eigenen Leben.
In anderen Personen des Romans hat Wu teilweise Freunde, Bekannte und Zeitgenossen porträtiert.